# Jury Bjalou
Jury Bjalou (belarussisch Юры Бялоў, engl. Transkription Yury Bialou; * 20. März 1981) ist ein belarussischer Kugelstoßer.
Bei den Europameisterschaften 2002 in München und den Weltmeisterschaften 2003 in Paris/Saint-Denis schied er in der Qualifikation aus, erreichte dann aber bei den Olympischen Spielen 2004 in Athen das Finale und wurde Sechster.
Einem Aus in der Vorrunde bei den Weltmeisterschaften 2005 in Helsinki folgte ein achter Platz bei den Weltmeisterschaften 2007 in Osaka und ein zehnter Platz bei den Olympischen Spielen 2008 in Peking. Bei den Weltmeisterschaften 2009 in Berlin kam er nicht über die Qualifikation hinaus.
Seine Bestleistung von 21,14 m erzielte er am 21. Mai 2003 in Minsk.